# Cabo San Roque (Schiff)
Die Cabo San Roque war ein 1957 in Dienst gestelltes Passagierschiff der spanischen Reederei Ybarra y Cia. Sie stand bis zu einem Brand im Januar 1977 zwischen Genua und Buenos Aires im Einsatz und wurde nach fünf Jahren Liegezeit 1982 in Barcelona abgewrackt.

## Geschichte
Die Cabo San Roque entstand unter der Baunummer 75 in der Werft von Soc. Espanola de Construccion Naval in Bilbao und lief am 23. April 1957 vom Stapel. Nach der Übergabe an die Reederei Ybarra y Cia mit Sitz in Sevilla im August 1957 nahm das Schiff den Liniendienst zwischen Genua und Buenos Aires mit Zwischenstopp in Santa Cruz de Tenerife auf. Das Schwesterschiff der Cabo San Roque war die 1959 in Dienst gestellte Cabo San Vicente.
1973 unternahm die Cabo San Roque mehrere Kreuzfahrten, darunter im Januar von Salvador in die Antarktis. Ansonsten verblieb das Schiff seine komplette Dienstzeit über im Liniendienst nach Buenos Aires. Am 24. Januar 1977 brach an Bord der zu diesem Zeitpunkt im Hafen von Ferrol liegenden Cabo San Roque ein Feuer aus, wobei die Kommandobrücke und weite Teile der Aufbauten starke Beschädigungen erlitten. Dieser Vorfall beendete die aktive Dienstzeit des Schiffes.
Im April 1977 ging die Cabo San Roque an Growth Maritime Investments und erhielt den Namen Golden Moon, um anschließend repariert zu werden. Das Schiff kam jedoch nicht für den neuen Besitzer in Fahrt, sondern wurde stattdessen 1978 als Africa Cuba an die kubanische Regierung verkauft. Diese plante einen Einsatz als Truppentransporter, der jedoch ebenfalls nicht erfolgte. Stattdessen traf die Africa Cuba am 26. Juli 1982 zum Abbruch in Barcelona ein.